# Lavie

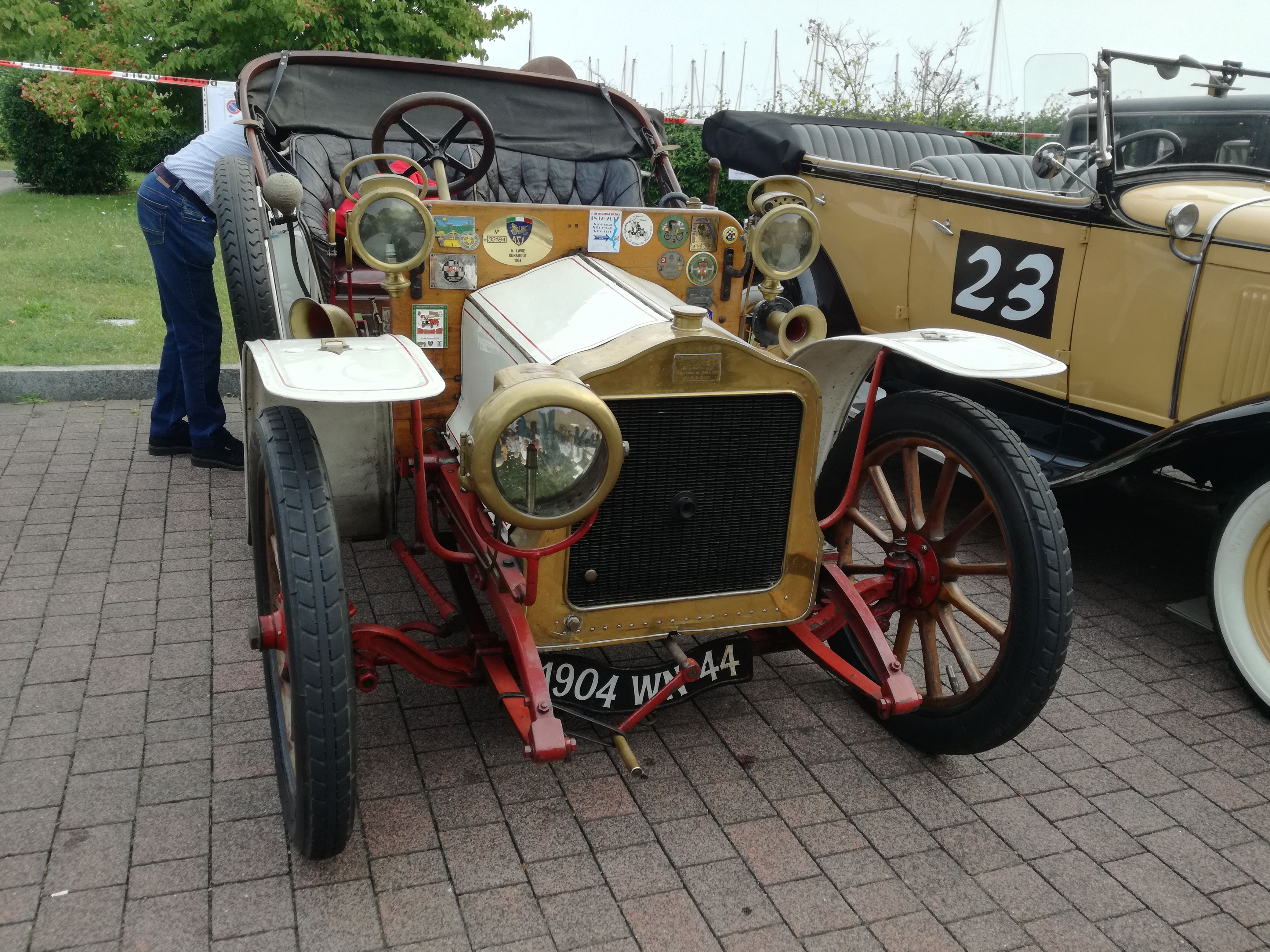
L'ultima Lavie.

Lavie fu una casa automobilistica francese fondata a Parigi nel 1904 al 118 Avenue de Choisy. La compagnia produsse una serie di voiturette 6cv due cilindri; una tuttora sopravvive.